# Beth Hennings
Betty Constance (Beth) Hennings, född 18 juli 1889 i Norrsunda församling, Stockholms län, död 13 juli 1971 i Stockholm (Engelbrekt), var en svensk folkpartistisk politiker och historiker.

## Utbildning och karriär

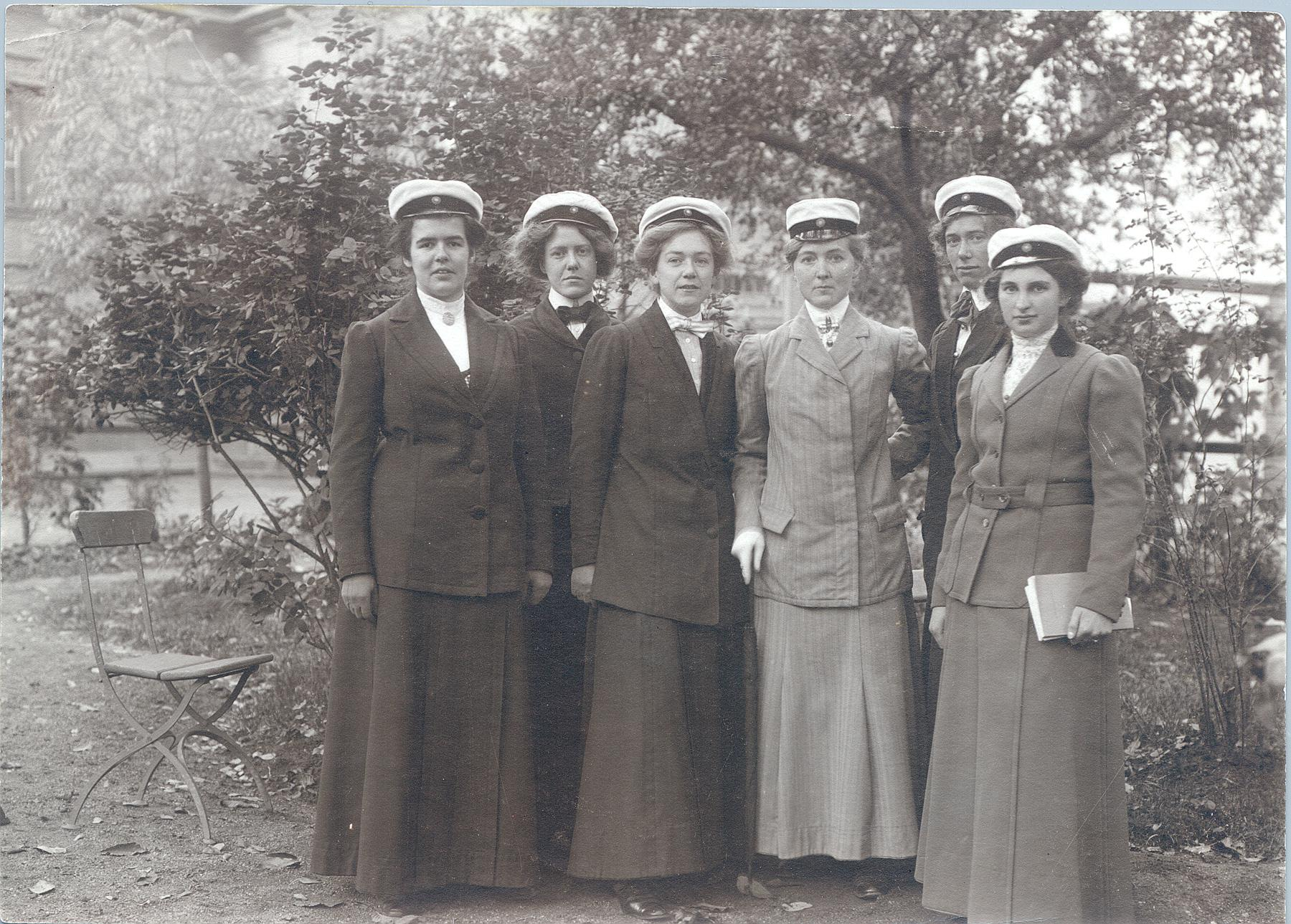
I Uppsala hösten 1911. Från vänster till höger: Ingrid Reuterskiöld, Polly Fryklund, Beth Hennings, Eva Andén, Elin Odencrantz samt Märta Tamm-Götlind.

Hennings studerade vid Uppsala universitet där hon 1913 blev filosofie magister. 
Eftersom en akademisk karriär inte var möjlig för kvinnor förrän 1923 gjorde Hennings ett långt studieuppehåll innan hon disputerade för filosofie doktorsgrad 12 november 1935 som första kvinna i historia vid Stockholms högskola. Därefter fick hon anställning som lärare vid Sofi Almquists samskola i Stockholm. 
År 1937 anställdes hon som undervisningsråd vid Skolöverstyrelsen och 1939 blev hon rektor vid Högre allmänna läroverket för flickor på Södermalm. 
Hennings var engagerad i kvinnofrågor, bland annat som ordförande för sammanslutningen Nya Idun 1935–1943. Hon var även medlem i Akademiskt bildade kvinnors förening , sedermera Kvinnliga Akademikers Förening.

## Politisk karriär
Hennings var riksdagsledamot för Folkpartiet under 1937 för Stockholms stads valkrets i andra kammaren. 
Under sin tid i riksdagen var hon bland annat ledamot i första tillfälliga utskottet i andra kammaren. Hon var även ledamot i utlänningsnämnden 1938–1944 samt statens utlänningskommission 1944–1946. I riksdagen var hon främst engagerad i skolfrågor.